# Gyürky család (losonci)
A nemes és gróf losonci Gyürky család egy 17. századi eredetű és mára már kihalt magyar nemesi család.

## Története

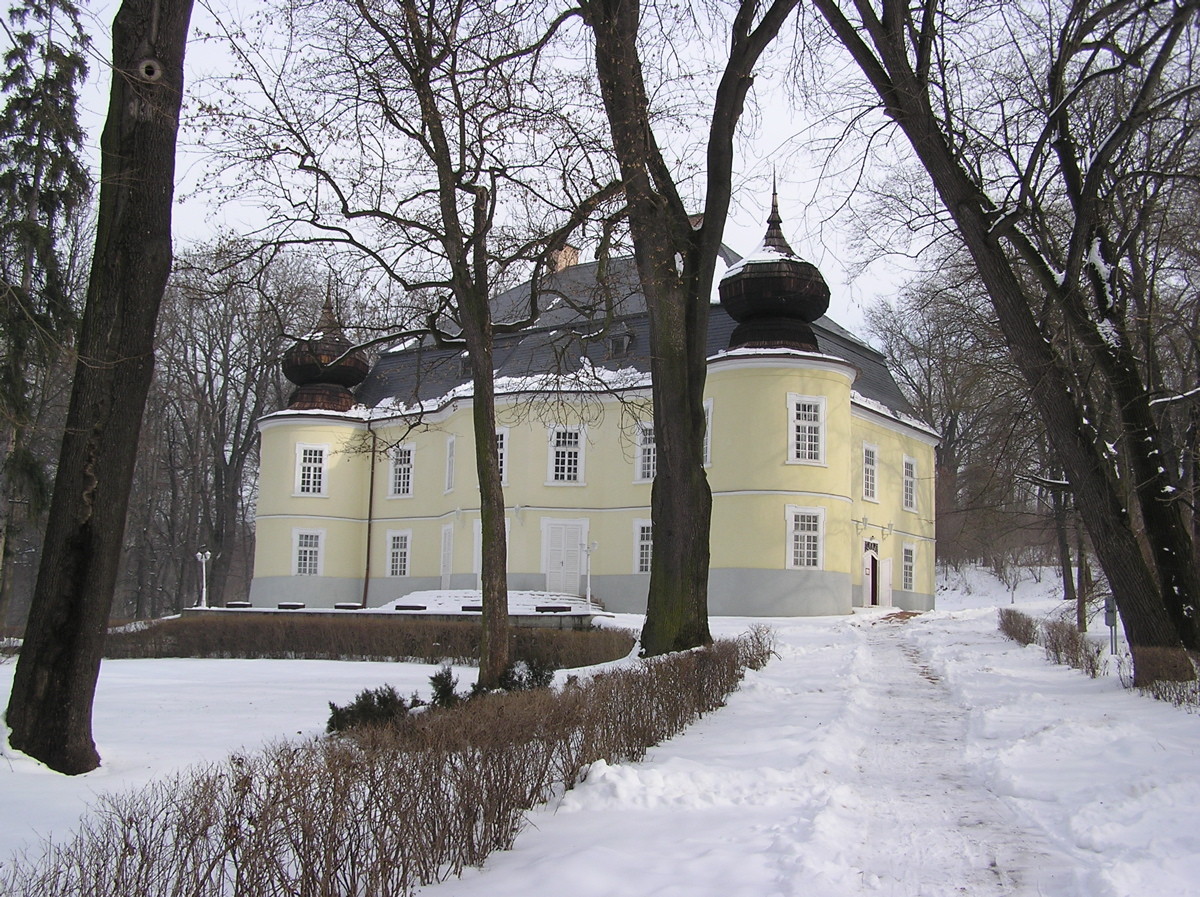
A kisterenyei Gyürky–Solymossy-kastély

A Gyürkyek első ismert őse István, aki gróf Forgách Ádámtól Losoncon házat kapott adományként, és oda 1634-ben királyi jóváhagyással be is költözhetett. Később emiatt használták a losonci előnevet. Ugyancsak István volt az, aki Molnár Borbálától született fiával, Gáspárral együtt nemesi címerlevelet kapott 1652-ben. A Gyürkyek 1684-ben a nemesi felkelésben kötelesek voltak részt venni. Gáspár fia, István már nógrádi alispán volt a 17. század végén.
Az 1754-55-ös nemesi összeíráskor Nógrádban István, Gábor és Pál szerepeltek az igazolt nemesek között. Az 1807-ben elhunyt István Torontál vármegye főispánja volt, míg Darvas Katalintól született fia, Pál, Krassó vármegyében viselt hasonló hivatalt. Ennek a Pálnak a fia, Ábrahám huszárhadnagy, főispán és tanácsos kapta a családban a grófi címet 1867. január 16-án. Fiát, Viktor grófot, anyagi problémái miatt 1909-ben törölték a főrendiházi tagok közül. A család Viktor fiával, Aladárral 1979-ben kihalt.

## Címere
Kempelen Béla leírása a Gyürky-címerről a következő:
Czímer: négyelt paizs szivpaizszsal; az 1-ső és 4-ik mező vörös és ezüsttel keresztben osztva; a 2-ik arany mezőben a paizs talapzatából térden felül érő vörös öltönyű, arany zsinóros és arany öves, barna prémes és vörös süvegű férfi emelkedik ki, jobbjában maga fölött török fejen átszurt kardot tart; a 3-ik kék mezőben term. színű ugró szarvas, feje lefelé fordított hegyű és vörös tollazatu nyilvesszővel félszögesen jobbra keresztül lőve; a kék szivpaizsban baloldalról term. színü felhő tünik elő, melyből arany páczélos kevéssé hajlott kar nyulik ki, markában kardot tartva, mely levágott török fejen van átszurva, a kard előtt hegyével jobbra fordított, vörös tollazatu, kifeszített arany ívben nyíl, a kard mögött könyökön nyugvó, alul vörös, felül fehér harántékosan osztott zászló leng arany póznán; grófi korona; három sisak; a középsőnek disze: két fekete sasszárny között három, fehér-kék-vörös rózsa; takarók: kék-arany, vörös-ezüst; a jobboldalié: befelé fordult növekvő arany griff, mellső lábaiba jobbra lobogó, fehérből vörös fölött harántékosan osztott zászlót tart arany rudon, takarók: kék-arany; a baloldalié: jobbrá fordult növekvő szarvas, fejét vörös tollazata nyil rézsutosan lövi át, takarók: vörös-ezüst; paizstartók: jobbról koronás griff; balról koronás oroszlán; jelmondat: Pro rege.